# Keiji Yoshimura
Keiji Yoshimura (Kochi, 8 augustus 1979) is een Japans voetballer.

## Carrière
Keiji Yoshimura tekende in 2002 bij Nagoya Grampus.